# Melaka (grad)
Melaka (malajski: Bandaraya Melaka, engleski: Malacca, njemački: Malakka) je glavni grad istoimene malejške države Melaka. Nalazi se s obje strane rijeke Melaka na njezinom ušću u Malajski prolaz.
Stari grad Melaka je, zajedno sa starim gradom George Town (Penang,) upisan na UNESCO-ov popis mjesta svjetske baštine u Aziji 2008. godine kao "povijesni gradovi malajskog prolaza koji su 500 godina bili mjestom kulturne razmjene zapada i istoka; o čemu svjedoči njihova materijalna i nematerijalna multikulturna baština".

## Povijest
Koncem 14. i početkom 15. stoljeća osnovan je grad i kraljevstvo Melaka. Malo ribarsko mjesto je brzo postalo velikom lukom i trgovačkim središtem koje je zasjenilo starije luke u tom području. Uz potporu kineskog cara kralj Melake je uspio ostati neovisan o Siamu. U Kraljevsktvu su bile prisutne mnoge etničke skupine o čemu govori izvješće kako se tada govorilo 80 različitih jezika. Običaj da ljudi iz različitih etničkih zajednica žive u svojim dijelovima grada je započeo u tom razdoblju. Islam je uveden, kralj preuzeo titulu sultana i Melaka je postala centar islamskog učenja.
God. 1511. osvajaju ga Portugalci koji su oko sadašnjeg Brda svetoga Pavla izgradili kamenu utvrdu, te palaču za guvernera i biskupa, pet crkava, dvije bolnice, fakultet i druge javne zgrade, unutar gradskih zidina. Uništavanjem džamija i grobova htjeli su oslabiti islam. Međutim, tradicija zasebne etničke četvrti i multikulturalizam su živjele i dalje. Melaku su često napadali malajski susjedi, te ostali Europljani koji su plovili kroz malajski prolaz i koji su imali interes u tom području. Od 1641. godine osvojili su ga Nizozemci. Oni su osvojili i Javu 1619. i načinili Bataviju (Jakarta) svojom prijestolnicom na Istoku. Melaka je postala njihova glavna baza na malajskom poluotoku i krajem 18. stoljeća ponovo je postao najvažnijim lučkim gradom u jugoistočnoj aziji. Nizozemci su samo preuzeli postojeću infrastrukturu, a kasnije su izgradili novu tvrđavu na Brdu sv. Ivana. God. 1650., bivša guvernerska rezidencija je pretvorena u gradsku vijećnicu (Stadthuis). Katolička crkva Svetog Petra sagrađena je 1710., a protestantska Kristova crkva 1753. godine i još uvijek je najstarija protestantska crkva u Maleziji u uporabi.
Od 1795. – 1818., za vrijeme Napoleonskih ratova u Europi, Melaku su osvojili Britanci. U početku je naređeno da se Melaka razori. Utvrda je bila srušena, ostala su samo lijeva vrata, ali je onda uništavanje zaustavljeno. Nekoliko godina kasnije, 1824. godine, Melaka je dospjela pod britansku upravu.
Melaka luka je gubila važnost zbog nasipavanja, osobito nakon osnutka Singapura 1819. godine. Tijekom godina, mnogi Melakanci su se preselili u Singapur i rastuću prijestolnicu Malezije, Kuala Lumpur. Nakon Drugog svjetskog rata, anti-kolonijalni stav je rastao među malajskim nacionalistima koji su doveli do pregovora s britanskom vlašću i na kraju objave nezavisnosti Tunku Abdul Rahmana, prvog premijera Malezije, na Padang Pahlawanu ("Polje ratnika") u Bandar Hiliru, u Melaki, 20. veljače 1956. godine.

## Znamenitosti
Kroz povijest, malejski tjesnac je bio važnim pomorskim prolazom za trgovce koji su ostvarili značajne kontakte Istoka i Zapada. Tu su nastala snažna kraljevstva i gradovi koji su bili magneti imigracije i jakih utjecaja iz okolice, ali i daljine, što je dovelo do multikulturalnog identiteta Melake.
Povijesna jezgra Melake je smješten na mjestu stare obale i u njemu se nalazi Brdo sv. Pavla s ruševinama portugalske utvrde A Famosa, nizozemski trg na desnoj obali i kineska četvrt na lijevoj obali rijeke. 
A Famosa (portugalski za "Slavna") je najstarija europska utvrda u Aziji. Od nje su ostala samo mala vrata, Porta de Santiago. 
Kristova crkva je izgrađena u jendostavnom nizozemskom kolonijalnom stilu i skromnih je dimanzija (25 x 13 m) s drvenim svodom visokim 12 m, čiji je svaki luk istesan od jedinstvenog drveta. krov je prekriven nizozemskim keramičkim pločicama, a zidovi opekom od lokalnog laterita prekrivenog kineskim gipsom. Podovi su popločani granitom koji je nekada služio kao balast na trgovačkim brodovima.
Hram Sri Poyatha Moorthi (1781.) je najstariji hinduistički hram u Maleziji i cijelom Indonezijskom arhipelagu.
Palača sultanata Melaka (tj., njezina replika) nalazi se u podnožju brda sv Pavla. Izgrađena je po informacijama i podatacima dobivenih od Malajskih anala iz doba sultana Mensur Syah, koji je vladao 1456. – 1477. godine.
- Porta de Santiago
- Kritova crkva (1753.)
- Ruševine Crkve sv. Pavla
- Groblje na kineskom brdu (Bukit Cina)
- Hram Sri Poyatha Moorthi
- Indijska džamija Kampung Kling (Masjid Kampung Kling)
- Džamija malajskog prolaza
- Muzej sultanove palače
- Sultanov vrt
- Hram Cheng Hoon teng u kineskoj četvrti
- Portugalski muzej u obliku broda Flor de la mar

## Gradovi prijatelji
Melaka je zbratimljena sa sljedećim gradovima:
| - Hoorn, Nizozemska - Kuala Lumpur, Malezija - Lisabon, Portugal | - Nanjing, Kina - Valparaiso, Čile - Yangzhou, Kina |

## Poveznice
Drugi znameniti kolonijalni gradovi:
- Angra do Heroísmo (Azori)
- San Cristóbal de La Laguna (Kanari)
- St. George (Bermudi)
- Vigan (Filipini)

## Vanjske poveznice
- Fotografije Melake  Arhivirana inačica izvorne stranice od 3. prosinca 2008. (Wayback Machine) na Patrimoniummundi.com (engl.)